# Torre de Millena
La torre de Millena está situada en el extremo noreste de esta localidad de la comarca del Condado de Cocentaina (Comunidad Valenciana), de hecho, es la última parcela delimitada urbanísticamente como suelo urbano. Un barranco discurre por su cara norte, que conlleva un pronunciado desnivel en la base.

## Descripción
La torre se encuentra en estado de ruina. De planta cuadrada, fue levantada con muros perimetrales de tapia de hormigón, de gran dureza, y con una altura que oscila entre los 80 y los 90 centímetros. Se elevan de forma regular, hasta completar un cuerpo. Por encima, de manera más irregular, hay restos del muro original. Alrededor, hay un muro de mampostería, se supone que delimitaba la torre del resto de la casa.
Su función temprana fue la defensiva. Posteriormente, en época contemporánea, se utilizó como local de transformador eléctrico, para lo cual se recreció con un muro de ladrillos.